# Платонычев, Александр Владимирович
Александр Владимирович Платонычев (7 марта 1959, Лукоянов, Горьковская область) — советский и российский футболист, полузащитник, футбольный тренер.

## Биография

### Карьера игрока
В первой половине карьеры играл в основном в соревнованиях коллективов физкультуры. До 27-летнего возраста в соревнованиях мастеров провёл только один сезон — в 1982 году в составе тюменского «Факела».
В 1986 году выступал за «Светотехнику», затем в течение трёх сезонов — за «Актюбинец». В 1990—1992 годах играл за арзамасский клуб «Знамя»/«Торпедо».
В 1993—1995 годах выступал в высшей лиге Казахстана за «Горняк» (Хромтау) и «Актюбинец». Всего сыграл 25 матчей и забил 2 гола. Автором первого гола в высшей лиге стал 5 сентября 1993 года в матче против «Востока».
В дальнейшем выступал в любительских коллективах, в основном в тех, где работал тренером.

### Карьера тренера
Начал тренерскую карьеру в 1992 году, войдя в штаб арзамасского «Торпедо», затем работал начальником команды в «Горняке» (Хромтау) и снова тренером в Арзамасе.
В 1997 году начал самостоятельную карьеру, возглавив нижегородский клуб «Торпедо-Виктория», под его руководством команда дебютировала на профессиональном уровне в третьей лиге и заняла четвёртое место в зональном турнире. В 1999 году возглавлял арзамасское «Торпедо» во второй лиге, но клуб по ходу сезона был расформирован. В 2002 году тренировал «Горняк» (Хромтау) во второй лиге Казахстана.
В 2003—2004 годах был главным тренером дубля ярославского «Шинника». В дальнейшем возглавлял любительские клубы — «Локомотив» (Лукоянов), «Титан» (Клин). Работал в тренерском штабе «Нижнего Новгорода» в период, когда команда выступала в профессиональных соревнованиях.
В ноябре 2013 года возглавил клуб «Волга-Олимпиец», который в то же межсезонье объединился с клубом «Шахтёр» (Пешелань), работал с командой до мая 2014 года. В дальнейшем тренировал детско-юношеские команды в Нижнем Новгороде, клубы чемпионата Нижегородской области «Медведь-ДЮСШ-Д» и «Медведь-ДЮСШ-Олимпиец-М» из Балахны.